# Андриятис, Казимерас Казимерович
Казимерас Казимерович Андриятис — советский хозяйственный и политический деятель.

## Биография
Родился в 1893 году в Либаве. Член КПСС с 1919 года.
Окончил Коммунистический университет национальных меньшинств Запада.
В 1917—1922 гг. — участник Октябрьской революции, депутат, член бюро Таллинского Совета рабочих депутатов, участник Гражданской войны.
В 1922—1940 гг. — руководящий работник сахарной промышленности Украинской ССР.
В 1940—1941 гг. — директор Литовского сахаротреста.
В 1944—1953 гг. — народный комиссар/министр пищевой промышленности Литовской ССР.
В 1953—1955 гг. — директор кондитерской фабрики «Пяргале».
Избирался депутатом Верховного Совета Литовской ССР 3-го созыва.
Умер в 1955 году в Вильнюсе.

## Награды
- Орден Ленина (20.07.1950)
- Орден Красной Звезды (08.04.1947)